# ダニエル・デフォー

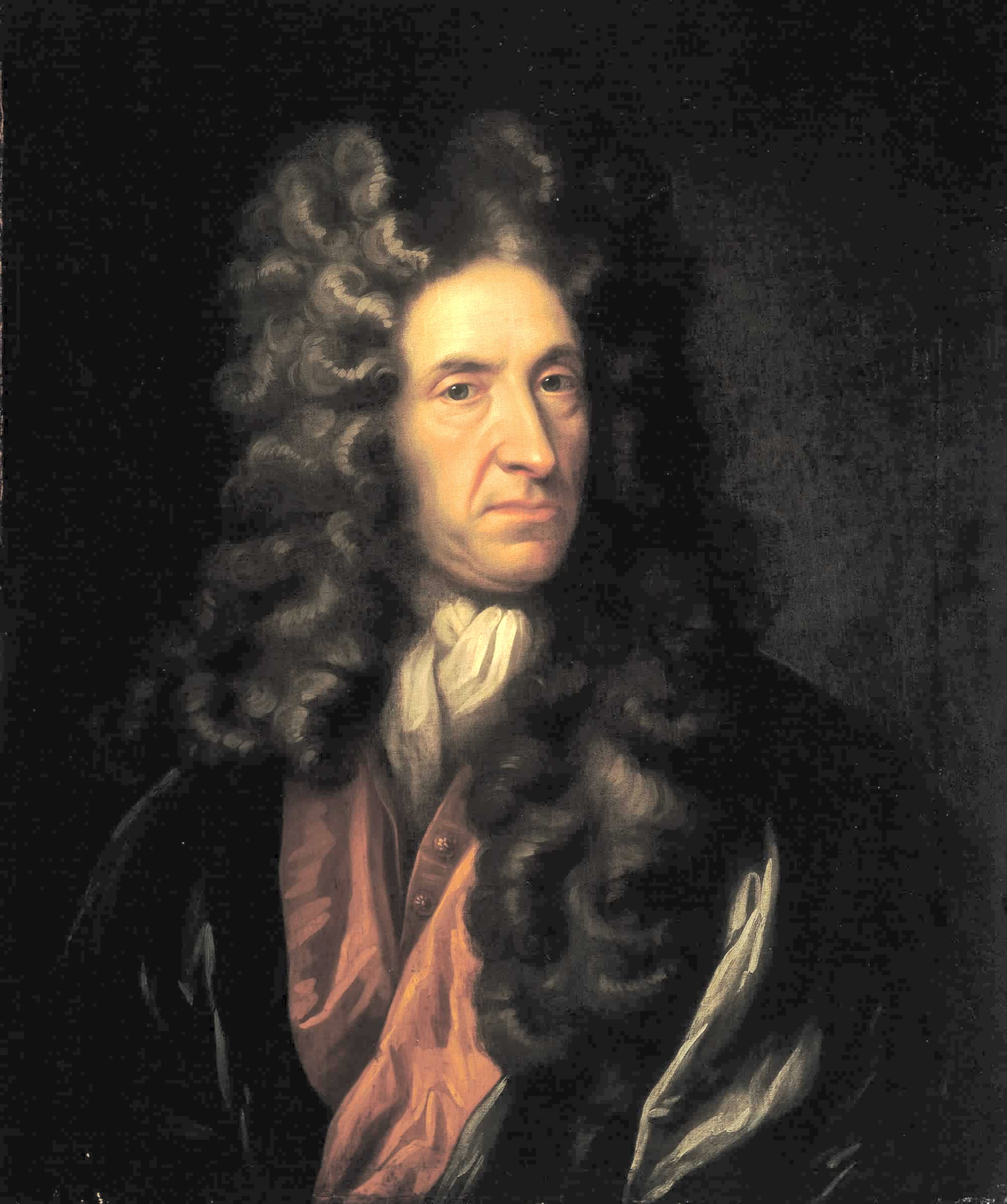
ダニエル・デフォー

ダニエル・デフォー（Daniel Defoe [ˈdænjəl dɨˈfoʊ], 1660年 -  1731年4月21日）は、イギリスの著作家、ジャーナリスト。『ロビンソン・クルーソー』を書いたことで有名。

## 生涯
本名はダニエル・フォー（Daniel Foe）。ロンドンでジェームズ・フォーの息子として生まれた。父親は獣脂ろうそくの製造に従事しており、非国教会派であった。清教徒革命の挫折と王政復古の時代であり、少年デフォーは1665年のペスト大流行（ロンドンの大疫病。当時のロンドンの人口の2割ほどが死亡）、翌年の大火を体験したものと推測される。著作活動に入る前に様々な商業活動に従事した。時には巨富を築き、時には破産し、実生活でもロビンソン・クルーソーのように浮き沈みが激しかった。
後に貴族的な響きを持つ "De" を姓につけ、ダニエル・デフォーをペンネームとした。これはフォー（foe）には「敵・反対者・障害」という負の意味があったのを嫌ったためとされ、“ダニエル・デフォー”のペンネームに落ち着くまで、“ダン・フォー”や“ダン・デ・フォー”と、何回かペンネームを変更している。
デフォーは有名なパンフレット作者、ジャーナリストとなり、英語での小説が書かれ始めた時期に作家となり、先駆者の1人として知られる。1684年に結婚、翌1685年に起こったモンマス公ジェイムズ・スコットの反乱に加わり処罰を免れたのが政治活動の始まりであり、1688年の名誉革命でイングランド・スコットランド国王ウィリアム3世・メアリー2世夫妻が即位した際はロンドンで途中まで出迎え、1691年に諷刺詩を出版。1694年にウィリアム3世が単独の君主となってからは彼を支持する姿勢を示し、『国策を諭す』・『常備軍論』（1698年）と『生粋のイングランド人』（1701年）などの論文でウィリアム3世を擁護した。
1703年7月31日、パンフレット作成及び政治的な活動により捕らえられさらし台にあげられた。これは、前年の1702年にウィリアム3世が死去、国教会派のアンが即位して将来に不安を感じ、ハイ・チャーチ（イングランド国教会の一派）およびトーリー党が非国教徒の絶滅を主張していたのを痛烈に皮肉ったパンフレット『非国教徒撲滅策』（"The Shortest Way with Dissenters"）が主な原因とされている。そこで「さらし台への賛歌」（Hymn to the Pillory）を発表、観衆はさらし台に上げられた者へは汚物を投げつけるのが習慣だったにもかかわらず、デフォーに花と飲み物を与えた。これが功を奏し、トーリー党の幹部ロバート・ハーレー(のちのオックスフォード＝モーティマー伯)の引き立てで釈放、1704年にハーレーの下で週刊誌『レヴュー』を発行、実質的な政府の広報官として活動することになる。
アンのインテリジェンス（スパイ活動）の元締もしていて、偽名を用いてスコットランドに潜入し、匿名で政治宣伝文書を書き、聖書の翻訳者、歴史家、放浪者などに扮し、スコットランドのさまざまな階層に近づいてイングランドとの合邦の利を説いて回った。彼の努力もあって、スコットランド議会は合邦を決し、1707年に合同法ができてイングランドとスコットランドが合邦してグレートブリテン王国ができた。
1710年にハーレーが大蔵卿に就任して政界のトップに立つとデフォーも重用されたが、子供のいないアンの後継者を巡り王位継承問題が起こるとハーレーとデフォーの立場は不安定になり、1713年にデフォーは逮捕され『レヴュー』も廃刊になった。デフォーはハーレーにより再度釈放されるが、翌1714年にアンが死去、ジョージ1世の即位による野党のホイッグ党が政権を取り、ハーレーが政界を追放されるとホイッグ党政権で秘密活動の継続を条件に作家活動を続けた。
1719年、59歳で『ロビンソン・クルーソー』を出版し大成功を収め、翌1720年に『海賊シングルトン』『ロビンソン・クルーソー反省録』を出版。1722年には『モル・フランダーズ』『ペスト』『ジャック大佐』を出版、1724年に『ロクサーナ』を出版した。1730年に突如失踪、翌1731年にロンドンで亡くなった。71歳だった。

## 著作
- A True Relation of the Apparition of One Mrs Veal（噂話の記録、1706年）
- Robinson Crusoe（ロビンソン・クルーソー、1719年）
- Captain Singleton（海賊シングルトン、1720年）
- Moll Flanders（モル・フランダーズ、1722年）
- A Journal of the Plague Year（ペストの年に関する記事、1722年）
- Roxana（ロクサーナ、1724年）

### 日本語訳
- 『ロビンソン・クルーソー』- ※訳書はリンク先参照
- 『ペスト』平井正穂訳、中公文庫、初版1973年、改版2009年 - 1665年のロンドンでの大感染
  - 『疫病流行記』泉谷治訳、現代思潮社「古典文庫」、初版1967年 - 度々重版（オンデマンド版2020年）
  - 『ペストの記憶』武田将明訳、研究社「英国十八世紀文学叢書」、2017年 - 新訳版、他はリンク先参照
- 『モル・フランダーズ』伊澤龍雄訳、岩波文庫（上下）、初版1968年 - 度々重版
- 『ロクサーナ』宮崎孝一訳、槐書房、1980年[4]
- 『名高き海賊船長　シングルトンの冒険一代記』織田稔・藤原浩一訳、ユニオンプレス、2015年
- 『十七世紀末の英国事情―デフォーの社会改善計画』岩崎泰男訳、同志社大学出版部、1994年 - 以下は非小説作品
- 『イギリス通商案―植民地拡充の政策』泉谷治訳、法政大学出版局「りぶらりあ選書」、2010年
- 『生粋のイングランド人』高谷修・西山徹・服部典之・福本宰之訳、音羽書房鶴見書店、2020年

### 近年の研究書
- 林直樹『デフォーとイングランド啓蒙』（京都大学学術出版会、2012年）
- 仙葉豊『さまざまなるデフォー』（関東学院大学出版会、2018年）
- 干井洋一『ダニエル・デフォー研究』（関西大学出版部、2019年）